# Aristide Cavaillé-Coll
Aristide Cavaillé-Coll (kiejtése kb. „kávájé-kol”) (Montpellier, 1811. február 7. – Párizs, 1899. október 13.) francia orgonakészítő, a Barker-féle „pneumatikus emelés” (mindegyik orgonabillentő számára egy-egy kis fúvó) első alkalmazója.

## Élete
Pályázat útján 1833-ban őt bízták meg a párizsi Saint-Denis-székesegyház, majd a Saint-Sulpice-templom, Saint-Vincent-de-Paul-plébániatemplom és Magdolna-templom nagy hírű orgonájának építésével. Ezután Párizsban telepedett le. A 19. század második felében a párizsi Notre-Dame nagyorgonája korszerűsítését két ízben is az ő műhelye végezte. A vidék, de Belgium is, sokat köszönhet munkásságának. Ő fedezte fel a magasabban is megszólaló sípokat (flûtes octaviantes), a mély-, közép- és magas hangú billentőcsoportok külön-külön fúvószekrényét stb.

## Szakkönyvei
- Tudományos orgonasíp-kísérletek (Études expérimentaux sur les tuyaux d’orgue, 1849, az Académie des Sciences tudósításai közt)
- De l’Orgue et son architecture (1856, a Revue générale de l’arch. des travaux publicsben)
- A római Szent Péter-bazilika monumentális orgonájának terve (1875)